# Souombou
Souombou (ou Soumbou) est un village du Cameroun situé dans la région de l’Est, le département du Haut-Nyong et la commune d'Atok, sur la route qui relie Abong-Mbang à Ayos.

## Population
En 1966-1967, Souombou comptait 243 habitants, principalement des Maka Bebend, un sous-groupe des Maka. Lors du recensement de 2005, on y dénombrait 528 personnes. Une enquête de terrain publiée en 2011 en a recensé 1 017.
Un campement de pygmées Baka est rattaché au village.